# (43813) Kühner
(43813) Kühner est un astéroïde de la ceinture principale.

## Description
(43813) Kuhner est un astéroïde de la ceinture principale. Il fut découvert le 7 octobre 1991 à Tautenburg par Lutz Dieter Schmadel et Freimut Börngen. Il présente une orbite caractérisée par un demi-grand axe de 2,42 UA, une excentricité de 0,22 et une inclinaison de 2,8° par rapport à l'écliptique.

## Compléments